# Absorção (física)

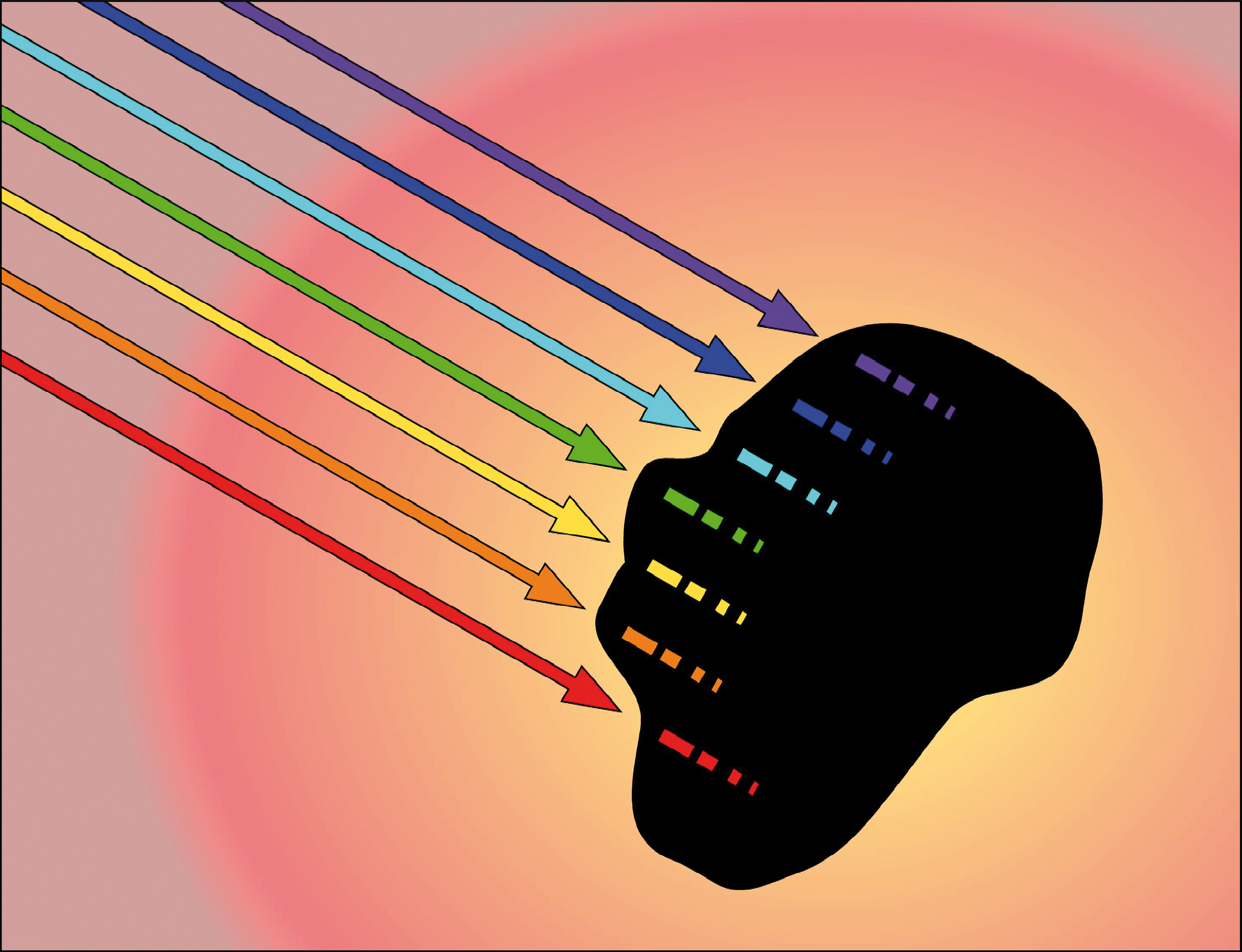

Em Física, absorção se relaciona à parcela de energia que persiste em um corpo após incidir sobre ele. Contrapõe-se às parcelas correspondentes à transmissão e à reflexão.
Absorção ocorre quando um corpo escuro, iluminado por alguma fonte, absorve todos os comprimentos de onda, menos aquele que o corpo reflete, esta é conhecida como a cor do objeto. Exemplo:
As folhas verdes de uma planta absorvem todos os comprimentos de onda, salvo o verde, portanto, a cor da folha é verde.
Alguns materiais presentes em nosso cotidiano podem ser atravessados pela luz e, por isso, é possível enxergar com nitidez através deles. Esses possuem seu meio denominado de transparente, e alguns exemplos são o vidro comum e alguns tipos de plásticos, como o polietileno.
Outros materiais, como o granito e a areia, não são atravessados pela luz e, por causa disso, não enxergamos através deles, portanto seu meio é chamado de opaco.
Há alguns materiais que permitem a passagem da luz, mas que não permitem a visualização de uma imagem bem definida, apenas de contornos borrados e cores. Esses possuem um meio translúcido, uma aplicação desse meio, são as janelas de banheiros.
Quando os raios de luz atingem uma superfície ocorrem três fenômenos: A reflexão, a refração e a absorção simultaneamente.
A reflexão é classificada como:
Reflexão regular: Os raios de luz são refletidos com o mesmo ângulo dos raios de luz incidentes, ângulo esse que é medido em relação à direção perpendicular à superfície, conhecida como normal. Além disso, de acordo com as leis da reflexão, esses raios de luz, incidente e refletido, estão contidos no mesmo plano. Dessa forma, na reflexão regular, é possível observar com clareza a formação de imagens refletidas.
Reflexão difusa: Os raios de luz incidentes sobre a superfície são refletidos em ângulos e planos diversos, de modo que é possível observar a luz refletida, no entanto não se observa nenhuma imagem.
A área da física que estuda esses fenômenos ópticos, como a refração, é a Óptica.
A refração é a mudança na velocidade de uma onda ao atravessar a fronteira entre dois meios com diferentes índices de refração. A refração modifica a velocidade de propagação e o comprimento de onda, mantendo uma proporção direta. A constante de proporcionalidade é a frequência, que não se altera.

## Coeficiente de absorção
Em uma amostra não dispersiva, o coeficiente de absorção μa [cm-1] corresponde ao recíproco da distância d sobre a qual a luz de intensidade I é atenuada (devido à absorção) para I / e ≈ 0.37*I; as unidades são tipicamente cm-1. Nas demais amostras, μa descreve um meio que contém muitos cromóforos em uma concentração descrita por uma densidade volumétrica ρ [cm3]; o coeficiente de absorção é essencialmente a seção de choque σa por unidade de volume do meio.
```

  

    

      

        

          
μ

          

            
a

          

        

        
=

        

          
(

          

            

              

                
σ

                

                  
a

                

              

              
ρ

            

          

          
)

        

      

    

    
{\displaystyle \mu _{a}=\left({\frac {\sigma _{a}}{\rho }}\right)}

  

```

De forma geral, o recíproco do coeficiente de absorção pode ser entendido como a distancia média que a uma partícula viaja antes de interagir com o meio, ou seja, ser absorvido.